# Мариот-Слејтервил (Јута)
Мариот-Слејтервил (енгл. Marriott-Slaterville) град је у америчкој савезној држави Јута.

## Демографија
По попису из 2010. године број становника је 1.701, што је 276 (19,4%) становника више него 2000. године.
| Група             | 2000.         | 2010.         |
| Белци             | 1.357 (95,2%) | 1.526 (89,7%) |
| Афроамериканци    | 0 (0,0%)      | 8 (0,5%)      |
| Азијати           | 7 (0,5%)      | 8 (0,5%)      |
| Хиспаноамериканци | 48 (3,4%)     | 126 (7,4%)    |
| Укупно            | 1.425         | 1.701         |